# Fouriesburg
Fouriesburg este un oraș din Africa de Sud.